# Holo, mi amor
My Holo Love (Hangul: 나 홀로 그대; RR: Na Hollo Geudae, lit. I Holo You), es una serie de televisión surcoreana estrenada el 7 de febrero de 2020 a través de Netflix.

## Sinopsis
Ko Nan-do es el dueño de "GIO LAB", una empresa de investigación de TI, como inventor genio, la empresa y todos los proyectos fueron creados a través de sus manos. Sin embargo, las únicas personas que conocen su existencia son Ko Yoo-jin, su hermana, quien finge ser la imagen del CEO oficial de la empresa, y Cho Jin-seok, el jefe de programación de la misma. En el pasado, 10 años antes, Nan-do hackeó una red nacional coreana, hecho por el cual tuvo que fingir su propia muerte mientras lo perseguían.
Por otro lado, Han So-yeon, es responsable de marketing de una empresa de gafas, ya sea trabajando en el marketing de marca o en la logística de fiestas de lanzamiento de las tiendas insignia de la compañía, ella asume su trabajo y se mantiene por delante de las tendencias de la industria. También cuida meticulosamente a sus clientes y su trabajo, sin embargo cuando se trata de su vida personal, So-yeon mantiene su distancia, ya que sufre de prosopagnosia (incapacidad de reconocer rostros, también conocida como ceguera facial), por lo que ha llevado una vida solitaria.
Todo esto cambia cuando comienza a usar el programa de IA donde conoce a "Holo", cuya apariencia es la misma que la del desarrollador Nan-do, quien se enamora lentamente de So-yeon, y cuya fría personalidad contrasta enormemente con la de Holo.

## Reparto

### Personajes principales[7]
| Actor         | Personaje        | N.º de episodios | Notas |
| ------------- | ---------------- | ---------------- | --- |
| Yoon Hyun-min | Ko Nan-do / Holo | 12               | Es un genio dueño de una compañía de investigación TI, cuya identidad se mantiene como secreto, ya que diez años atrás fue un hacker durante un caso muy importante y fue "asesinado" mientras lo perseguían. |
| Ko Sung-hee   | Han So-yeon      | 12               | Es una mujer con una carrera exitosa que está a la vanguardia de las tendencias, pero encuentra dificultades para socializar debido a su incapacidad para reconocer caras.                                    |

### Personajes recurrentes[10]
| Actor           | Personaje      | N.º de episodios | Notas |
| --------------- | -------------- | ---------------- | --- |
| Choi Yeo-jin    | Ko Yoo-jin     | 12               | Es la hermana de Nan-do y la CEO de la compañía "GIO LAB", la compañía que desarrolla Holo. Yoo-jin es una empresaria carismática que logra alinear a varios inversores que están ansiosamente interesados en la primera IA de holograma personal del mundo. Sin embargo, también demuestra un lado más suave cuando trata con su hermano y su pasado secreto. |
| Hwang Chan-sung | Baek Chan-sung | 12               | Es el vicepresidente del conglomerado "Magic Mirror". Su padre, el presidente de la empresa le ordena organizar una tomad e control de "GIO LAB", sin embargo en el proceso Chan-sung se encontrará intrigado por Yoo-jin. |
| Lee Jung-eun    | -              | -                | Es la madre de Han So-yun, una mujer que regularmente visita a su hija y abastece su refrigerador. Jung-eun trata a Nan-do cálidamente, después de que él se muda a lado de la casa de su hija. |
| Kang Seung-hyun | Yoo Ram        | -                | Es la mejor amiga y compañera de casa de Han So-yeon. Debido a que su trabajo como azafata con frecuencia la mantiene lejos de su hogar, siempre está disponible para animar a So-yeon cuando está triste. |
| Kim Soo-jin     | -              | -                | Es la madre de Nan-do. |
| Kim Yong-min    | -              | -                | Es un asistente. |
| Jung Young-ki   | Jo Jin-suk     | -                | Es el jefe de programación de GIO Lab |
| Son Jong-hak    | -              | -                | |
| Jung Yeon-joo   | -              | -                | |

### Otros personajes
| Actor          | Personaje       | N.º de episodios | Notas                      |
| -------------- | --------------- | ---------------- | -------------------------- |
| Jung Do-won    | -               | -                |                            |
| Kim Hak-sun    | -               | -                |                            |
| Gong Min-jeung | Choi Seung-kwon | -                |                            |
| Yang Dae-hyuk  | Lee Dong-sik    | -                | Es un empleado de "Prism". |
| Lee Yoo-mi     | -               | -                |                            |
| Yoon Dan-bi    | -               | -                |                            |
| Mi Seok        | -               | -                |                            |
| Kim Sang-hyun  | -               | -                |                            |
| Moon Ho-jang   | -               | -                |                            |
| Han Sang-joon  | -               | -                |                            |
| Lee Geun-il    | -               | -                |                            |
| Hong Wi-jung   | -               | -                |                            |
| Park Cho-eun   | -               | -                |                            |
| Jung Yeon-gyu  | -               | -                |                            |
| Choi Seung-il  | -               | -                |                            |
| Kim Ah-ram     | -               | -                |                            |
| Ok Joo-ri      | -               | -                |                            |
| Choi Hwa-young | -               | -                |                            |
| Choi Seo-yeon  | -               | -                |                            |

### Apariciones especiales
| Actor         | Personaje     | Episodio(s) donde apareció | Notas |
| ------------- | ------------- | -------------------------- | --- |
| Lee Ki-chan   | Yeon Gang-woo | -                          | Es el jefe de Han So-yeon, a quien protege cuando es malentendida por sus compañeros de trabajo y la ayuda para que se abra con él. |
| Kim Young-man | -             | 3, 8                       | |
| Baek Jin-hee  | (voz)         | 6                          | |
| Ahn Hye-kyung | (voz)         | 6, 10                      | |

## Episodios
La serie está conformada por 12 episodios, los cuales fueron estrenados en Netflix el 7 de febrero de 2020.
| N.º | Título        | Dirigido por                 | Escrito por                                  | Fecha de emisión original |
| --- | ------------- | ---------------------------- | -------------------------------------------- | ------------------------- |
| 1   | «Episodio 1»  | Lee Sang-yeop                | Ryu Yong-jae, Kim Hwan-chae y Choi Sung-joon | 2 de julio de 2020        |
| 2   | «Episodio 2»  | Lee Sang-yeop                | Ryu Yong-jae, Kim Hwan-chae y Choi Sung-joon | 2 de julio de 2020        |
| 3   | «Episodio 3»  | Lee Sang-yeop                | Ryu Yong-jae, Kim Hwan-chae y Choi Sung-joon | 2 de julio de 2020        |
| 4   | «Episodio 4»  | Lee Sang-yeop                | Ryu Yong-jae, Kim Hwan-chae y Choi Sung-joon | 2 de julio de 2020        |
| 5   | «Episodio 5»  | Lee Sang-yeop                | Ryu Yong-jae, Kim Hwan-chae y Choi Sung-joon | 2 de julio de 2020        |
| 6   | «Episodio 6»  | Lee Sang-yeop y Yoon Jong-ho | Ryu Yong-jae, Kim Hwan-chae y Choi Sung-joon | 2 de julio de 2020        |
| 7   | «Episodio 7»  | Lee Sang-yeop y Yoon Jong-ho | Ryu Yong-jae, Kim Hwan-chae y Choi Sung-joon | 2 de julio de 2020        |
| 8   | «Episodio 8»  | Lee Sang-yeop y Yoon Jong-ho | Ryu Yong-jae, Kim Hwan-chae y Choi Sung-joon | 2 de julio de 2020        |
| 9   | «Episodio 9»  | Lee Sang-yeop y Yoon Jong-ho | Ryu Yong-jae, Kim Hwan-chae y Choi Sung-joon | 2 de julio de 2020        |
| 10  | «Episodio 10» | Lee Sang-yeop y Yoon Jong-ho | Ryu Yong-jae, Kim Hwan-chae y Choi Sung-joon | 2 de julio de 2020        |
| 11  | «Episodio 11» | Lee Sang-yeop y Yoon Jong-ho | Ryu Yong-jae, Kim Hwan-chae y Choi Sung-joon | 2 de julio de 2020        |
| 12  | «Episodio 12» | Lee Sang-yeop y Yoon Jong-ho | Ryu Yong-jae, Kim Hwan-chae y Choi Sung-joon | 2 de julio de 2020        |

## Música

### Lista de canciones
El OST de la serie estuvo conformado por 31 canciones.

| N.º | Título                                                 | Artista | Duración |  |
| 1.  | «Eyes on You» (Feat. Jackson Lundy)                    |         | 2:38     |  |
| 2.  | «Paradise» (Feat. Ninos)                               |         | 3:35     |  |
| 3.  | «You Are The Only One» (Feat. Elaine)                  |         | 4:48     |  |
| 4.  | «Love Again» (Feat. KLAZY)                             |         | 4:18     |  |
| 5.  | «White Clouds» (Feat. Soullette)                       |         | 3:14     |  |
| 6.  | «Shining Stars» (Feat. PlayJ)                          |         | 3:48     |  |
| 7.  | «Fly Away» (Feat. HANAJIN)                             |         | 3:12     |  |
| 8.  | «Opening Title»                                        |         | 0:32     |  |
| 9.  | «Another Day»                                          |         | 2:13     |  |
| 10. | «Way Back Home»                                        |         | 3:45     |  |
| 11. | «An Ordinary Day»                                      |         | 2:29     |  |
| 12. | «Got To Know You»                                      |         | 2:59     |  |
| 13. | «On The Road»                                          |         | 2:44     |  |
| 14. | «Alone»                                                |         | 2:40     |  |
| 15. | «Car Chasing»                                          |         | 2:05     |  |
| 16. | «Holo Fantasy»                                         |         | 1:39     |  |
| 17. | «Did I Do»                                             |         | 1:34     |  |
| 18. | «When I See You»                                       |         | 3:41     |  |
| 19. | «Adore You»                                            |         | 2:34     |  |
| 20. | «Simple Things»                                        |         | 2:41     |  |
| 21. | «Truth Is»                                             |         | 2:04     |  |
| 22. | «Dream In A Dream»                                     |         | 2:36     |  |
| 23. | «Same Time»                                            |         | 2:07     |  |
| 24. | «Before You Go»                                        |         | 3:26     |  |
| 25. | «Lose Control»                                         |         | 3:49     |  |
| 26. | «Emotion»                                              |         | 2:01     |  |
| 27. | «Imperfect»                                            |         | 2:30     |  |
| 28. | «Faded»                                                |         | 2:43     |  |
| 29. | «Conflict»                                             |         | 3:26     |  |
| 30. | «Into The Light»                                       |         | 2:33     |  |
| 31. | «Stride La Vampa (de Il Trovatore)» (Feat. Shin Della) |         | 2:45     |  |

## Producción
La serie también es conocida como Me Alone and You.
Fue dirigida por Lee Sang-yeop y Yoon Jong-ho, quien contó con el apoyo de los guionistas Kim Hwan-chae, Choi Sung-joon y Ryu Yong-jae (류용재), quien se inspiró para escribir la historia después de ver el programa de computadora AlphaGo vencer al exjugador profesional de Go Lee Se-dol durante un partido en 2016. Mientras que la producción fue realizada por Choi Jin-hee, y la producción ejecutiva fue hecha por Lee Hye-young.
La serie contó con el apoyo de la compañía de producción Studio Dragon y fue estrenada por Netflix.